# Committee of Detail
Das Committee of Detail wurde am 23. Juli 1787 vom Verfassungskonvent der Vereinigten Staaten eingesetzt und nahm am nächsten Tag die Arbeit auf. Das Gremium sollte auf der Grundlage der bis dahin erreichten Vereinbarungen, einschließlich der 15 Einzelvorschläge des Virginia-Plans, einen Textentwurf zur Verfassung der Vereinigten Staaten erstellen. Während der Beratungen des Komitees vom 26. Juli bis 6. August vertagte sich der Verfassungskonvent.

## Organisation
Der vom Kongress verabschiedete Beschluss zur Einrichtung des Committee of Detail lautete: „the proceedings of the Convention for the establishing of a Natl. Govt, (except the part relating to the Executive), be referred to a Committee to prepare & report a Constitution conformable thereto“. Den Vorsitz hatte John Rutledge (Delegierter für South Carolina) inne, ferner gehörten ihm Edmund Randolph (Virginia), Oliver Ellsworth (Connecticut), James Wilson (Pennsylvania), und Nathaniel Gorham (Massachusetts) an. Gorham vertrat das nördliche, Ellsworth das südliche New England, Wilson die mittleren Staaten, Randolph vertrat den oberen Süden und Rutledge den unteren.:264:164
Es wurden keine Sitzungsprotokolle geführt, aber es gibt eine Übersicht Randolphs mit Anmerkungen von Rutledge sowie detaillierte Notizen und einen zweiten Entwurf von Wilson, ebenfalls mit Anmerkungen Rutledges und schließlich den Abschlussbericht des Komitees an den Konvent.:168 Demnach hatte sich Randolph zwei Ziele gesetzt: Die Verfassung sollte nur die wichtigsten Grundsätze umfassen, nicht kleine Details, die sich im Lauf der Zeit ohnehin ändern würden. Außerdem wollte er eine einfache und genaue Sprache verwenden.:270

## Ergebnis
Am 6. August 1787 legte John Rutledge den gedruckten Bericht des Komitees vor. George Washington und der Sekretär des Konvents, William Jackson, trugen in einem Exemplar alle Änderungen ein, die zwischen dem 6. August und 3. September im Konvent vereinbart wurden. Die Abschnitte der Verfassung, die sich auf die Exekutive beziehen, sind daher im Textvorschlag des Komitees vom 6. August noch nicht enthalten und wurden erst nach Washingtons und Jacksons Überarbeitungen aufgenommen.
Der Abschlussbericht enthielt viele zusätzliche Detailregelungen, die nicht als strittig angesehen wurden und deshalb ohne Debatte im Konvent Eingang in den endgültigen Verfassungsentwurf fanden.:169 Hierzu zählen beispielsweise die Speech and Debate Clause, welche den Kongressmitgliedern politische Immunität für ihre Äußerungen im Amt garantiert, und die organisatorischen Regeln für Repräsentantenhaus und Senat.
Als ehemaliger Gouverneur von South Carolina war Rutledge entschlossen, die neue Nationalregierung im Vergleich zum Konföderationskongress zwar zu stärken, ihre Macht über die Bundesstaaten aber einzuschränken. Wiederholt drängte er das Komitee, über die Vorgaben des Konvents hinaus zu gehen. Entscheidende Übereinkünfte, die der Konvent schon getroffen hatte, wurden wieder verändert, so dass im Ergebnis die Macht der Bundesstaaten auf Kosten der Union gestärkt und mehrere Regelungen mit weitreichenden Konsequenzen getroffen wurden, die der Konvent nie diskutiert hatte.:165
Die erste bedeutende Veränderung, auf der Rutledge bestanden hatte, betraf die anfänglich fast unbeschränkte Macht der Legislative „in allen Belangen von allgemeinem Interesse für die Union“, die dem Kongress nach einem Beschluss des Konvents zukommen sollte. Rutledge und Randolph waren besorgt, dass der Text, auf den sich der Konvent geeinigt hatte, der Bundesregierung zu viel Macht über die Staaten einräumen würde. Randolphs Entwurf sah 18 speziell erwähnte Befugnisse vor, von denen mehrere den Konföderationsartikeln entnommen waren, die die Macht des Kongresses, Steuern zu erheben, Verträge zu schließen, Krieg zu erklären und eine Post zu gründen, stark einschränkten.:273–74:170–71 Mit dieser Ansicht konnte sich Rutledge aber nicht im Komitee durchsetzen. Über eine Reihe von Entwurfsfassungen wurde schließlich von Wilson eine Auffangbestimmung formuliert, die Necessary and Proper Clause. Diese verlieh dem Kongress die breite Befugnis, „to make all Laws that shall be necessary and proper for carrying into execution the foregoing powers, and all other powers vested by this Constitution in the government of the United States, or in any department or officer thereof. – alle Gesetze zu machen, die notwendig und angemessen sind, die zuvor genannten Befugnisse auszuführen, sowie all die anderen Machtbefugnisse, in welche diese Verfassung der Regierung der Vereinigten Staaten, oder eines ihrer Ministerien, oder ihre Amtsträger einsetzt.“:274:171–72 Eine weitere Änderung Wilsons setzte der Befugnis der Staaten acht genau beschriebene Grenzen, wie beispielsweise ein Verbot, als Einzelstaat internationale Verträge abzuschließen oder eine eigene Währung einzuführen. Dies balanciert die Einschränkungen der Unionsregierung gegenüber den Einzelstaaten aus.:274–75:172 Zusätzlich veränderte Wilsons Entwurf die vom Konvent übernommene Formulierung der Supremacy Clause, die sicherstellen sollte, dass Bundesrecht Vorrang über Landesrecht zukommt. Da der Konvent die zwischen Union und Bundesstaat geteilte Souveränität nicht in Frage stellte, fanden diese von Rutledge und Wilson eingeführten Änderungen Eingang in den Verfassungsentwurf.:172
Eine Anzahl grundlegender Änderungen, die das Committee of Detail erstellt hatte, waren deutlich umstrittener. Charles Cotesworth Pinckney aus South Carolina hatte auf die gravierenden Folgen aufmerksam gemacht, falls das Komitee keine Regelungen zum Schutz der Sklavenhaltung in den Südstaaten festlegen sollte, oder den Export von Agrarprodukten aus den Südstaaten besteuern würde.:269, 275:173 Tatsächlich hatte das Komitee drei Regelungen eingeführt, welche die Autorität des Kongresses zum Vorteil der Südstaaten einschränken würden: Der Text hätte es dem Kongress dauerhaft unmöglich gemacht, sich in den Sklavenhandel einzumischen. Darüber hinaus war vorgesehen, die Besteuerung von Exporten zu verbieten. Jedwede Gesetzgebung, die nach dem Vorbild der britischen Navigation Acts den Außenhandel durch Tarife oder Quoten steuern sollte, sollte mit Zweidrittelmehrheit in beiden Kammern des Kongresses verabschiedet werden. Diesen Vorschlägen widersetzten sich die Vertreter der Nordstaaten und die Gegner der Sklaverei.:275:173–74

## Bedeutung
Während das Committee of Detail ursprünglich eine eher unbedeutende Rolle spielen sollte,:769 veränderten die fünf Delegierten den Verfassungsentwurf im Vergleich zum Konventsprotokoll, indem sie die legislative und judikative Gewalt der Zentralregierung einschränkten, den einzelnen Bundesstaaten Rechte zugestanden und somit in die Gestaltung der Machtbalance eingriffen. Hueston (1990) führt dieses Vorgehen auf die politische Überzeugung der Ausschussmitglieder zurück, nicht auf Debatten im Konvent.:774–778 Unter dem Druck, diesen angesichts ausufernder Debatten erfolgreich abzuschließen, hätten sich die Delegierten auf den Verfassungsentwurf als Kompromisslösung geeinigt.:778–782 Die Entstehungsgeschichte – einschließlich der Rolle des Committee of Detail – und weitere Entwicklung der US-Verfassung prägt bis in die Gegenwart die Diskussion um den Föderalismus in den Vereinigten Staaten.